# Neil Allison Campbell
Neil Allison Campbell   (Culver City, 17 d'abril de 1946 - Redlands, 21 d'octubre de 2004) també conegut com Neil A. Campbell, va ser un científic nord-americà conegut pel llibre de «Biology» que va escriure amb la biòloga Jane B. Reece el 1987.

## Biografia
Es va graduar en zoologia a la Universitat de Califòrnia a Los Angeles, i es va doctorar en biologia vegetal. Va ser professor universitari durant més de 30 anys a la Universitat Cornell, al Pomona College, a la Universitat de Califòrnia de Riverside i al San Bernandino Valley College. Publicat per primera vegada el 1987, «Biology» s'ha reeditat més de deu vegades a causa de la seva popularitat car és utilitzat per estudiants tant a les escoles com a les universitats.
Campbell també va ser un investigador que va estudiar plantes desèrtiques i costaneres. Va realitzar investigacions sobre com certes plantes s’ajustarien en entorns amb salinitat, temperatura i pH diferents. A més, va estudiar la Mimosa i altres llegums. Va rebre diversos premis pel seu treball: el Distinguished Alumnus Award de la Universitat de Califòrnia de Riverside el 2001 i el primer premi al professor destacat de San Bernandino Valley College el 1986.
Va morir el 21 d'octubre de 2004 per insuficiència cardíaca just després que es completara el manuscrit de la setena edició internacional de biologia. El premi de recerca «Neil Allison Campbell» va ser creat a la UC Riverside per honorar la seva memòria.

## Obra
- 1987 – Biología. Editorial Panamericana. ISBN 9788479039981.[7]